# Peluda tacada
La peluda tacada (Arnoglossus polyspilus) és un peix teleosti de la família dels bòtids i de l'ordre dels pleuronectiformes.

## Morfologia
Pot arribar als 24 cm de llargària total.

## Distribució geogràfica
Es troba des de les costes de la Badia de Bengala fins al sud del Japó, Taiwan i Nova Caledònia.